# Costa di Rovigo
Costa di Rovigo est une commune italienne de la province de Rovigo, dans la région Vénétie.

## Administration
| Période                                  | Période  | Identité          | Étiquette | Qualité |
| ---------------------------------------- | -------- | ----------------- | --------- | ------- |
| 14 juin 2004                             | En cours | Antonio Bombonato |           |         |
| Les données manquantes sont à compléter. |          |                   |           |         |

### Hameaux
Case Bertante, Colomban, Stanga.

### Communes limitrophes
Arquà Polesine, Fratta Polesine, Rovigo, Villamarzana, Villanova del Ghebbo.